# TJ Tatran Bohunice
Tělovýchovná jednota Tatran Bohunice je český fotbalový klub, který sídlí v Jihomoravském kraji v brněnské městské části Bohunice, v areálu na ulici Neužilova. Založen byl 20. července 1929 a roku 2023 poprvé v historii postoupil do třetí ligy (MSFL).
Od 90. let hrály Bohunice krajský přebor, roku 2011 tým postoupil do divize, kde se mu ale příliš nedařilo a roku 2014 spadl zpět do přeboru. Již po roce se díky vítězství v soutěži mohly Bohunice do divize vrátit, ale z finančních důvodů se postupu vzdaly. Tým pokračoval v dobrých výsledcích a předčasný konec sezóny 2019/20 ho zastihl s náskokem na čele tabulky, v tom ročníku ale nikdo nepostupoval. 
Teprve roku 2022 vítězství v přeboru zajistilo Bohunicím postup do divize D, kde se tentokrát uplatnily mnohem lépe a dosáhly třetí příčky. To by za normálních okolností na postup nestačilo, ale druhý Žďár se svého nároku vzdal. Vedení klubu se po určitém zvažování rozhodlo tuto šanci využít a Tatran tak poprvé pronikl do třetí fotbalové ligy, shodou okolností společně s dalším brněnským týmem TJ Start z Lesné.
V MSFL se ze strany Bohunic nejednalo o vyslovený propadák, ale osm výher proti 21 porážkám na udržení nestačilo a po sezóně 2023/24 sestoupil tým zpátky do divize. Představitelé klubu však svého rozhodnutí zkusit III. ligu ani zpětně nelitovali a hodnotili uplynulý ročník jako neocenitelnou zkušenost.

## Historické názvy
Zdroj: 
- 1929 – SK Slavoj Brno-Bohunice (Sportovní klub Slavoj Brno-Bohunice)
- 1948 – JTO Sokol Brno-Bohunice (Jednotná tělovýchovná organisace Sokol Brno-Bohunice)
- 1953 – DSO Tatran Brno-Bohunice (Dobrovolná sportovní organisace Tatran Bohunice)
- 1956 – TJ Tatran Brno-Bohunice (Tělovýchovná jednota Tatran Bohunice)
- 1991 – Tatran Brno-Bohunice
- 2013 – TJ Tatran Bohunice (Tělovýchovná jednota Tatran Bohunice)

## Umístění v jednotlivých sezonách
Stručný přehled
Zdroj: 
- 1946–1947: I. B třída BZMŽF – II. okrsek
- 1965–1968: I. A třída Jihomoravské oblasti – sk. A
- 1991–1992: I. A třída Jihomoravské župy – sk. B
- 1992–2002: Jihomoravský župní přebor
- 2002–2011: Přebor Jihomoravského kraje
- 2011–2014: Divize D
- 2014–2022: Přebor Jihomoravského kraje
- 2022–23: Divize D
- 2023–24: Moravskoslezská fotbalová liga
- 2024–: Divize D

Jednotlivé ročníky
Zdroj: 
Legenda: Z – zápasy, V – výhry, R – remízy, P – porážky, VG – vstřelené góly, OG – obdržené góly, +/− – rozdíl skóre, B – body, červené podbarvení – sestup, zelené podbarvení – postup, fialové podbarvení – reorganizace, změna skupiny či soutěže
| Československo (1946 – 1993) |                                         |        |    |    |    |    |    |    |     |    |        |
| Sezóny                       | Liga                                    | Úroveň | Z  | V  | R  | P  | VG | OG | +/− | B  | Pozice |
| 1946/47                      | I. B třída BZMŽF – II. okrsek           | 4      | 22 | 15 | 4  | 3  | 76 | 41 | +35 | 34 | 2.     |
| ...                          |                                         |        |    |    |    |    |    |    |     |    |        |
| 1965/66                      | I. A třída Jihomoravské oblasti – sk. A | 5      | 26 | 9  | 9  | 8  | 36 | 41 | −5  | 27 | 7.     |
| 1966/67                      | I. A třída Jihomoravské oblasti – sk. A | 5      | 26 | 12 | 6  | 8  | 45 | 44 | +1  | 30 | 4.     |
| 1967/68                      | I. A třída Jihomoravské oblasti – sk. A | 5      | 26 | 9  | 7  | 10 | 41 | 51 | −10 | 25 | 6.     |
| ...                          |                                         |        |    |    |    |    |    |    |     |    |        |
| 1991/92                      | I. A třída Jihomoravské župy – sk. B    | 6      | 26 | 14 | 6  | 6  | 46 | 27 | +19 | 34 | 1.     |
| 1992/93                      | Jihomoravský župní přebor               | 5      | 26 | 14 | 4  | 8  | 46 | 36 | +10 | 32 | 4.     |
| Česko (1993 – )              |                                         |        |    |    |    |    |    |    |     |    |        |
| Sezóna                       | Liga                                    | Úroveň | Z  | V  | R  | P  | VG | OG | +/− | B  | Pozice |
| 1993/94                      | Jihomoravský župní přebor               | 5      | 30 | 11 | 10 | 9  | 55 | 40 | +15 | 32 | 6.     |
| 1994/95                      | Jihomoravský župní přebor               | 5      | 30 | 16 | 6  | 8  | 58 | 30 | +28 | 54 | 3.     |
| 1995/96                      | Jihomoravský župní přebor               | 5      | 30 | 11 | 8  | 11 | 42 | 37 | +5  | 41 | 10.    |
| 1996/97                      | Jihomoravský župní přebor               | 5      | 30 | 10 | 8  | 12 | 42 | 36 | +6  | 38 | 10.    |
| 1997/98                      | Jihomoravský župní přebor               | 5      | 30 | 15 | 7  | 8  | 55 | 46 | +9  | 52 | 4.     |
| 1998/99                      | Jihomoravský župní přebor               | 5      | 30 | 10 | 9  | 11 | 38 | 48 | −10 | 39 | 9.     |
| 1999/00                      | Jihomoravský župní přebor               | 5      | 30 | 13 | 8  | 9  | 42 | 36 | +6  | 47 | 4.     |
| 2000/01                      | Jihomoravský župní přebor               | 5      | 30 | 15 | 6  | 9  | 46 | 33 | +13 | 51 | 3.     |
| 2001/02                      | Jihomoravský župní přebor               | 5      | 30 | 19 | 4  | 7  | 66 | 34 | +32 | 61 | 3.     |
| 2002/03                      | Přebor Jihomoravského kraje             | 5      | 30 | 14 | 7  | 9  | 74 | 49 | +25 | 49 | 6.     |
| 2003/04                      | Přebor Jihomoravského kraje             | 5      | 30 | 15 | 5  | 10 | 45 | 41 | +4  | 50 | 3.     |
| 2004/05                      | Přebor Jihomoravského kraje             | 5      | 30 | 10 | 10 | 10 | 43 | 36 | +7  | 40 | 8.     |
| 2005/06                      | Přebor Jihomoravského kraje             | 5      | 30 | 12 | 6  | 12 | 54 | 41 | +13 | 42 | 7.     |
| 2006/07                      | Přebor Jihomoravského kraje             | 5      | 30 | 12 | 10 | 8  | 51 | 40 | +11 | 46 | 6.     |
| 2007/08                      | Přebor Jihomoravského kraje             | 5      | 30 | 13 | 9  | 8  | 58 | 48 | +10 | 48 | 6.     |
| 2008/09                      | Přebor Jihomoravského kraje             | 5      | 30 | 12 | 4  | 14 | 51 | 49 | +2  | 40 | 9.     |
| 2009/10                      | Přebor Jihomoravského kraje             | 5      | 30 | 15 | 6  | 9  | 65 | 57 | +8  | 51 | 5.     |
| 2010/11                      | Přebor Jihomoravského kraje             | 5      | 30 | 19 | 4  | 7  | 85 | 41 | +44 | 61 | 1.     |
| 2011/12                      | Divize D                                | 4      | 30 | 9  | 7  | 14 | 49 | 56 | −7  | 34 | 14.    |
| 2012/13                      | Divize D                                | 4      | 28 | 8  | 8  | 12 | 49 | 48 | +1  | 32 | 14.    |
| 2013/14                      | Divize D                                | 4      | 30 | 7  | 8  | 15 | 37 | 55 | −28 | 29 | 16.    |
| 2014/15                      | Přebor Jihomoravského kraje             | 5      | 30 | 21 | 5  | 4  | 69 | 27 | +42 | 68 | 1.     |
| 2015/16                      | Přebor Jihomoravského kraje             | 5      | 32 | 22 | 5  | 5  | 74 | 25 | +49 | 71 | 2.     |
| 2016/17                      | Přebor Jihomoravského kraje             | 5      | 30 | 16 | 5  | 9  | 57 | 34 | +23 | 53 | 4.     |
| 2017/18                      | Přebor Jihomoravského kraje             | 5      | 30 | 17 | 9  | 4  | 73 | 34 | +39 | 60 | 2.     |
| 2018/19                      | Přebor Jihomoravského kraje             | 5      | 30 | 16 | 7  | 7  | 79 | 48 | +31 | 55 | 5.     |
| 2019/20                      | Přebor Jihomoravského kraje             | 5      | 15 | 13 | 2  | 0  | 48 | 22 | +26 | 41 | 1.     |
| 2020/21                      | Přebor Jihomoravského kraje             | 5      | 10 | 6  | 1  | 3  | 21 | 17 | +7  | 19 | 3.     |
| 2021/22                      | Přebor Jihomoravského kraje             | 5      | 30 | 21 | 6  | 3  | 70 | 23 | +47 | 69 | 1.     |
| 2022/23                      | Divize D                                | 4      | 26 | 16 | 4  | 6  | 51 | 27 | +24 | 52 | 3.     |
| 2023/24                      | Moravskoslezská fotbalová liga          | 3      | 34 | 8  | 5  | 21 | 30 | 59 | -29 | 29 | 17.    |
| 2024/25                      | Divize D                                | 4      | 30 | 12 | 7  | 11 | 49 | 51 | -2  | 43 | 7.     |

Poznámky:
- 2014/15: Bohuničtí se postupu z ekonomických důvodů vzdali.[3]
- Sezóny 2019/20 a 2020/21 byly přerušeny a následně předčasně ukončeny z důvodu pandemie covidu-19.
- 2022/23: Bohunice mimořádně postoupily ze třetího místa, neboť druhý FC ŽĎAS se postupu vzdal.

## TJ Tatran Bohunice „B“
TJ Tatran Bohunice „B“ byl rezervním týmem bohunického Tatranu, který se pohyboval mezi městskými a krajskými soutěžemi. K soutěžním zápasům nastupoval naposled v sezoně 2014/15.

### Umístění v jednotlivých sezonách
Stručný přehled
Zdroj: 
- 1992–1994: Brněnská městská soutěž
- 1994–2001: Brněnský městský přebor
- 2001–2002: I. B třída Jihomoravské župy – sk. D
- 2002–2008: I. B třída Jihomoravského kraje – sk. B
- 2008–2014: Brněnský městský přebor
- 2014–2015: I. B třída Jihomoravského kraje – sk. A

Jednotlivé ročníky
Zdroj: 
Legenda: Z – zápasy, V – výhry, R – remízy, P – porážky, VG – vstřelené góly, OG – obdržené góly, +/− – rozdíl skóre, B – body, červené podbarvení – sestup, zelené podbarvení – postup, fialové podbarvení – reorganizace, změna skupiny či soutěže
| Československo (1992 – 1993) |                                         |        |    |     |     |     |     |     |     |    |        |
| Sezóny                       | Liga                                    | Úroveň | Z  | V   | R   | P   | VG  | OG  | +/− | B  | Pozice |
| 1992/93                      | Brněnská městská soutěž                 | 9      | 26 | 10  | 3   | 13  | 61  | 61  | 0   | 23 | 8.     |
| Česko (1993 – 2015)          |                                         |        |    |     |     |     |     |     |     |    |        |
| Sezóny                       | Liga                                    | Úroveň | Z  | V   | R   | P   | VG  | OG  | +/− | B  | Pozice |
| 1993/94                      | Brněnská městská soutěž                 | 9      | 26 | 21  | 2   | 3   | 96  | 30  | +66 | 44 | 1.     |
| 1994/95                      | Brněnský městský přebor                 | 8      |    | ... | ... | ... | ... | ... | ... |    |        |
| 1995/96                      | Brněnský městský přebor                 | 8      | 26 | 11  | 2   | 13  | 58  | 63  | −5  | 35 | 7.     |
| 1996/97                      | Brněnský městský přebor                 | 8      | 30 | ... | ... | ... | ... | ... | ... |    | 6.     |
| 1997/98                      | Brněnský městský přebor                 | 8      | 30 | ... | ... | ... | ... | ... | ... |    |        |
| 1998/99                      | Brněnský městský přebor                 | 8      | 30 | 14  | 7   | 9   | 79  | 60  | +19 | 49 | 3.     |
| 1999/00                      | Brněnský městský přebor                 | 8      | 26 | ... | ... | ... | ... | ... | ... |    |        |
| 2000/01                      | Brněnský městský přebor                 | 8      | 26 | ... | ... | ... | ... | ... | ... |    | 1.     |
| 2001/02                      | I. B třída Jihomoravské župy – sk. D    | 7      | 26 | 9   | 5   | 12  | 49  | 49  | 0   | 32 | 11.    |
| 2002/03                      | I. B třída Jihomoravského kraje – sk. B | 7      | 26 | 12  | 4   | 10  | 43  | 52  | −9  | 40 | 4.     |
| 2003/04                      | I. B třída Jihomoravského kraje – sk. B | 7      | 26 | 9   | 10  | 7   | 52  | 47  | +5  | 37 | 4.     |
| 2004/05                      | I. B třída Jihomoravského kraje – sk. B | 7      | 26 | 8   | 9   | 9   | 40  | 43  | −3  | 33 | 9.     |
| 2005/06                      | I. B třída Jihomoravského kraje – sk. B | 7      | 26 | 9   | 2   | 15  | 43  | 62  | −19 | 29 | 11.    |
| 2006/07                      | I. B třída Jihomoravského kraje – sk. B | 7      | 26 | 8   | 5   | 13  | 40  | 56  | −16 | 29 | 11.    |
| 2007/08                      | I. B třída Jihomoravského kraje – sk. B | 7      | 26 | 6   | 5   | 15  | 40  | 66  | −26 | 23 | 13.    |
| 2008/09                      | Brněnský městský přebor                 | 8      | 26 | 17  | 3   | 6   | 86  | 43  | +43 | 54 | 3.     |
| 2009/10                      | Brněnský městský přebor                 | 8      | 26 | 17  | 4   | 5   | 76  | 41  | +35 | 55 | 3.     |
| 2010/11                      | Brněnský městský přebor                 | 8      | 26 | 14  | 3   | 9   | 67  | 56  | +11 | 45 | 4.     |
| 2011/12                      | Brněnský městský přebor                 | 8      | 26 | 13  | 7   | 6   | 80  | 42  | +38 | 46 | 4.     |
| 2012/13                      | Brněnský městský přebor                 | 8      | 26 | 23  | 1   | 2   | 115 | 49  | +66 | 70 | 2.     |
| 2013/14                      | Brněnský městský přebor                 | 8      | 26 | 18  | 2   | 6   | 98  | 59  | +39 | 56 | 1.     |
| 2014/15                      | I. B třída Jihomoravského kraje – sk. A | 7      | 26 | 9   | 3   | 14  | 49  | 74  | −25 | 30 | 8.     |

Poznámky:
- 2014/15: B-mužstvo se po skončení soutěže nepřihlásilo do dalšího ročníku.[24]